# Lijst van voetbalinterlands Algerije - Zuid-Afrika (vrouwen)
Deze lijst van voetbalinterlands is een overzicht van alle officiële voetbalinterlands tussen de nationale vrouwenteams van Algerije en Zuid-Afrika. De landen hebben tot nu toe drie keer tegen elkaar gespeeld. 

## Wedstrijden
| № | Plaats       | Datum             | Competitie                                | Wedstrijd              | Uitslag |
| - | ------------ | ----------------- | ----------------------------------------- | ---------------------- | ------- |
| 1 | Kaduna       | 7 oktober 2003    | Vriendschappelijk                         | Algerije − Zuid-Afrika | 1 − 3   |
| 2 | Warri        | 28 oktober 2006   | Afrikaans kampioenschap 2006              | Zuid-Afrika − Algerije | 4 − 0   |
| 3 | Maputo       | 16 september 2011 | Vriendschappelijk                         | Zuid-Afrika − Algerije | 0 − 3   |
| 4 | Windhoek     | 18 oktober 2014   | Afrikaans kampioenschap 2014              | Zuid-Afrika − Algerije | 5 − 1   |
| 5 | Johannesburg | 18 februari 2022  | Afrikaans kampioenschap 2022 kwalificatie | Zuid-Afrika − Algerije | 2 − 0   |
| 6 | Algiers      | 23 februari 2022  | Afrikaans kampioenschap 2022 kwalificatie | Algerije − Zuid-Afrika | 1 − 1   |

## Samenvatting
| Competitie                           | Totaal gespeeld | Winst Algerije | Gelijk | Winst Zuid-Afrika | Doelsaldo Algerije – Zuid-Afrika |
| ------------------------------------ | --------------- | -------------- | ------ | ----------------- | -------------------------------- |
| Afrikaans kampioenschap              | 2               | 0              | 0      | 2                 | 1 − 9                            |
| Afrikaans kampioenschap kwalificatie | 2               | 0              | 1      | 1                 | 1 − 3                            |
| Vriendschappelijk                    | 2               | 1              | 0      | 1                 | 4 − 3                            |
| Totaal                               | 6               | 1              | 1      | 4                 | 6 − 15                           |